# Natanael Karlsson (arkitekt)

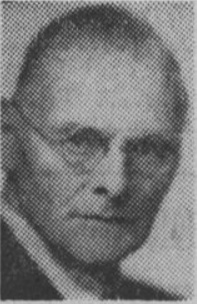
Natanael Karlsson

Natanael Karlsson, född 5 oktober 1888 i Stockholm, död där 30 mars 1964, var en svensk arkitekt.

## Liv och verk
Natanael Karlsson avlade arkitektexamen vid Kungliga tekniska högskolan 1914 och var därefter anställd i några år hos Lars Israel Wahlman. Han knöts sedan till Stockholms stads fastighetskontor och var verksam där till pensioneringen 1953. Därefter drev han egen verksamhet.
Han ritade bland annat Ansgariikyrkan i Sevallbo (1927), Ansgarsgården i Norrtälje (1939) och bostäder i Hjorthagen (1939). För Stadsmissionen ritade han Industrihemmet i Liljeholmen (1939) samt Solåkers upptagnings- och isoleringshem och Högås skolhem vid Vårdingeskolan (1941).
Han var dirigent för Stadsmissionens sångkör NS = Namnlösa sällskapet.

## Bilder

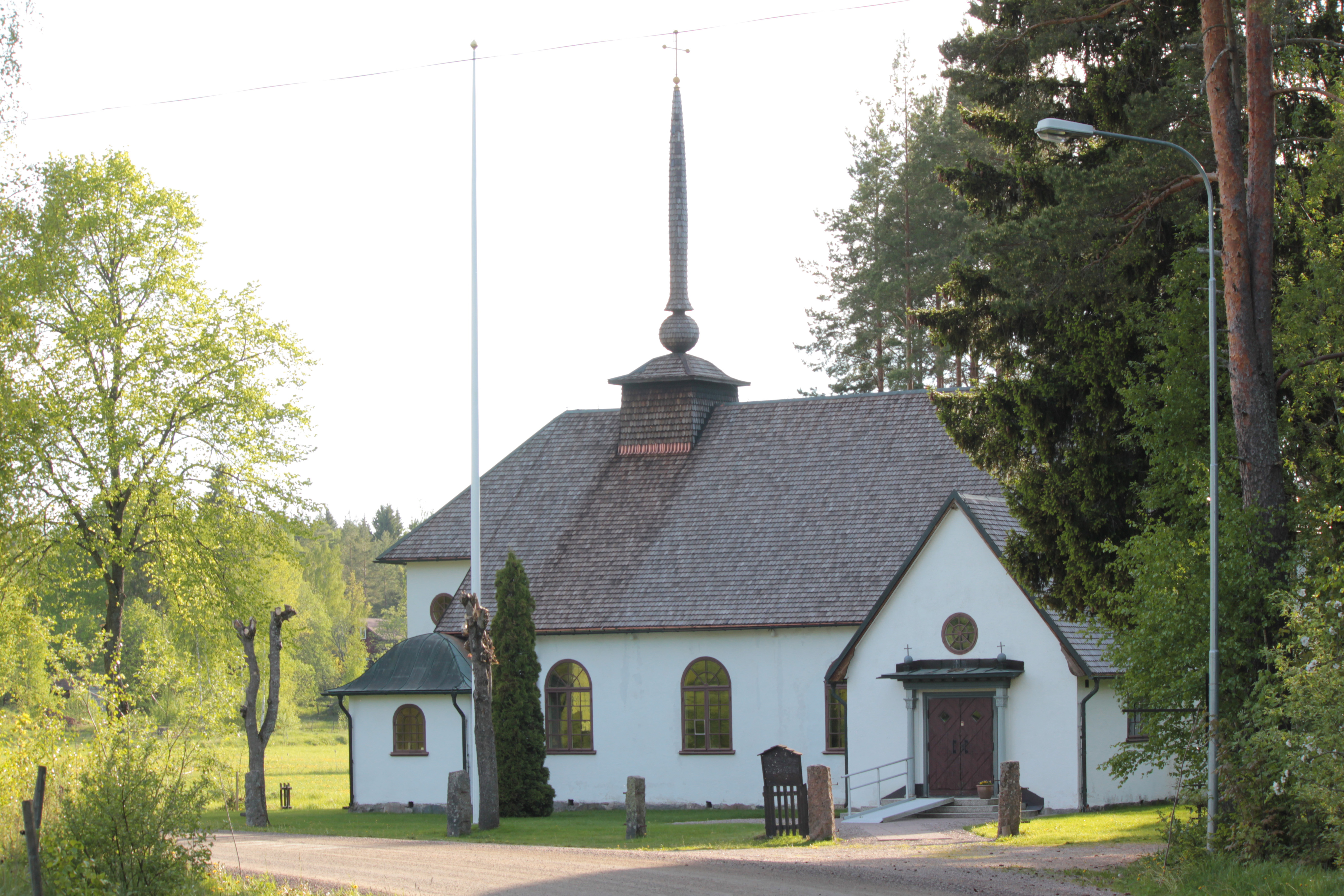
Ansgariikyrkan
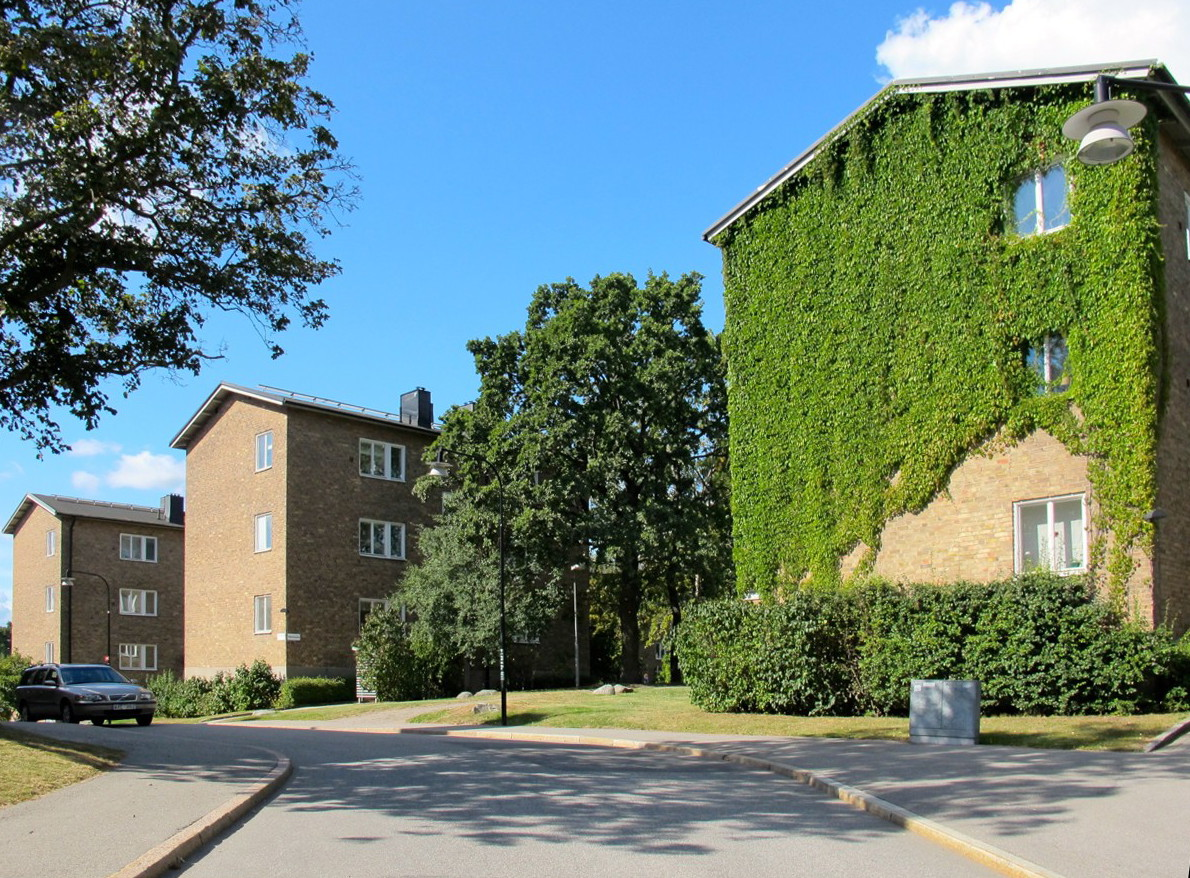
Hus i Hjorhagen
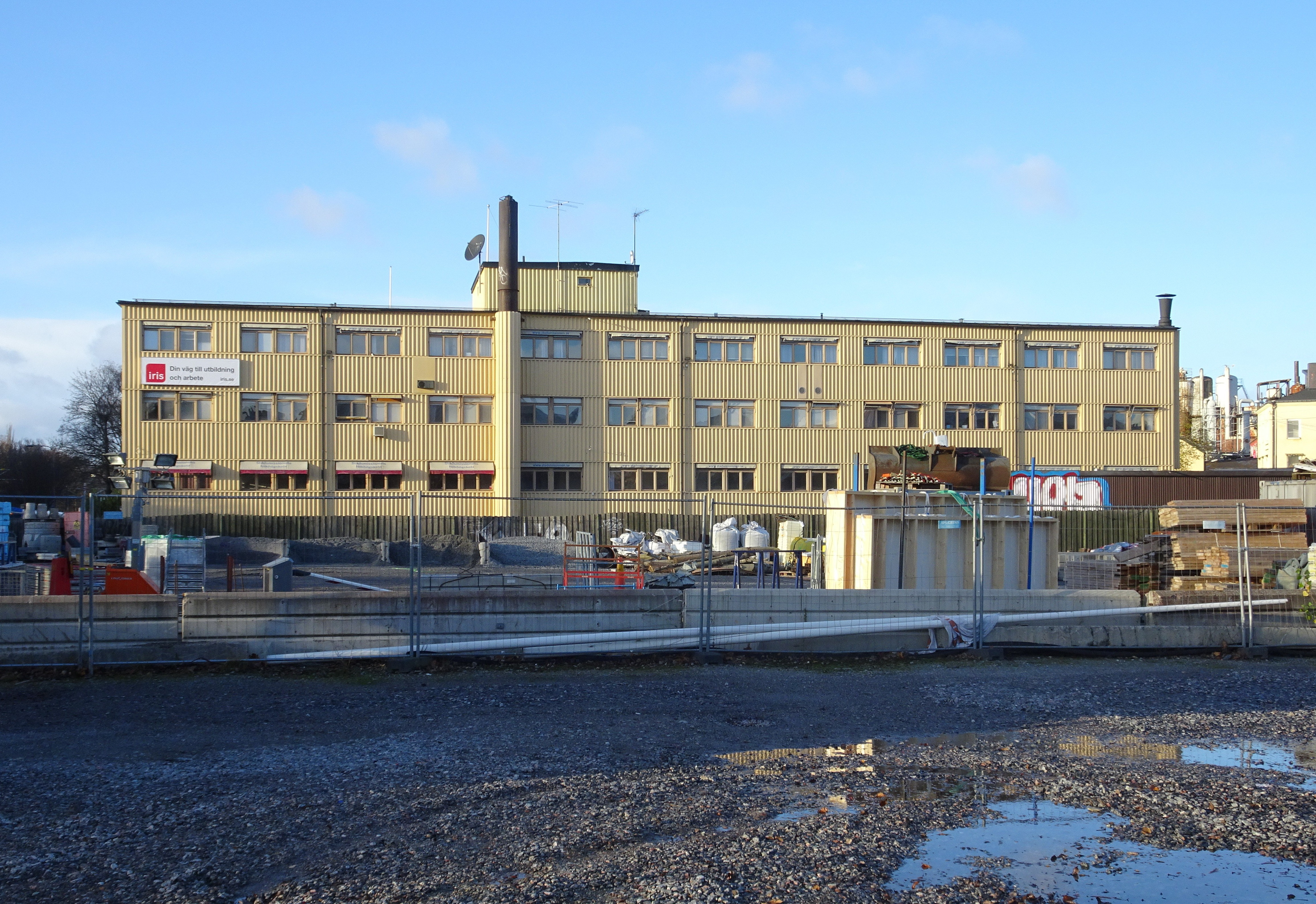
Färgeriet 4, Lövholmen, för Stockholms Stadsmission (1940)
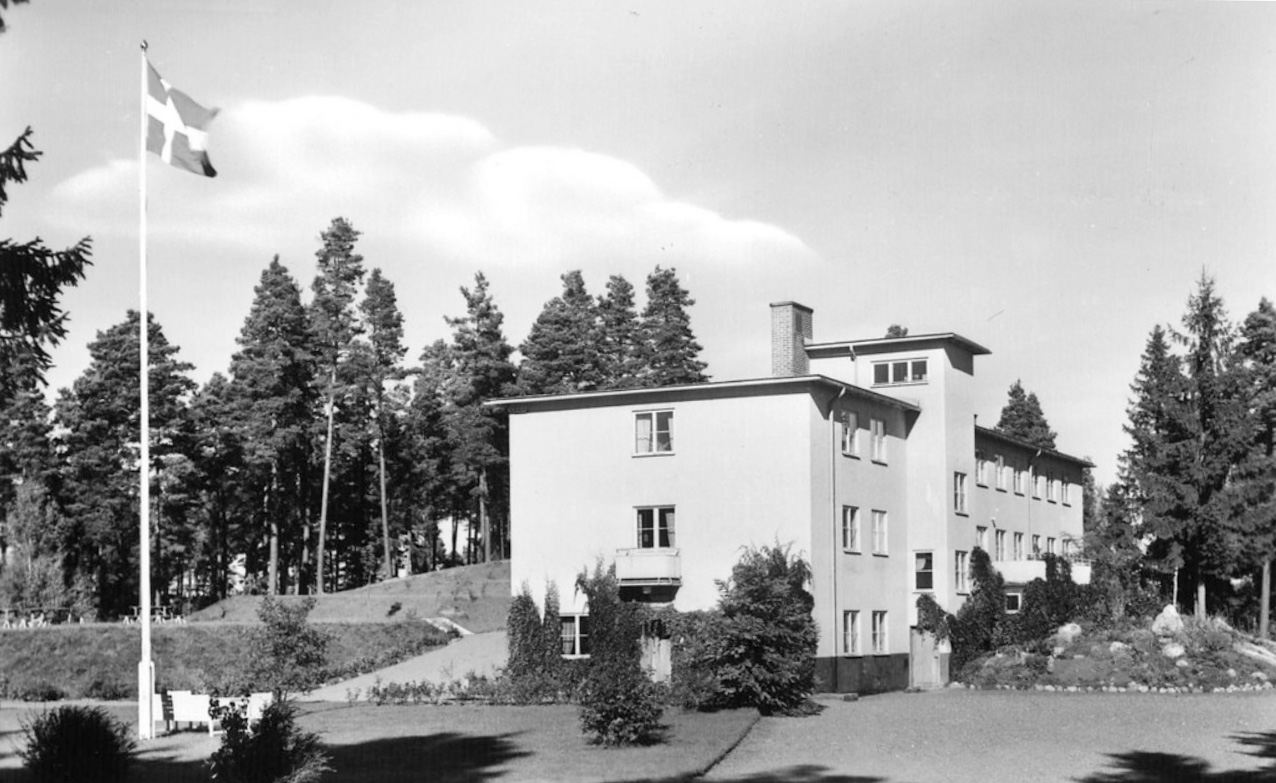
Högås skolhem